# سن برناردو (نارینیو)
سن برناردو (انگلیسی: San Bernardo, Nariño) نام شهری در کشور کلمبیا است.